# Cary (Illinois)
Pour les articles homonymes, voir Cary.
Cary est un village du comté de McHenry dans l'Illinois, aux États-Unis,. Situé au sud-est du comté, il est incorporé le 17 juillet 1894.

## Démographie
Lors du recensement de 2010, le village comptait une population de 18 271 habitants. Elle est estimée, en 2016, à 17 840 habitants.

### Source de la traduction
- (en) Cet article est partiellement ou en totalité issu de l’article de Wikipédia en anglais intitulé « Cary, Illinois » (voir la liste des auteurs).